# Belgisch kampioenschap wielrennen voor dames elite

De Belgische kampioenentrui

Het Belgisch kampioenschap wielrennen voor Dames Elite is een jaarlijkse wielerwedstrijd in België voor rensters met Belgische nationaliteit van 19 jaar en ouder. Er wordt gereden voor de nationale titel.
De meeste zeges op het Belgisch wielerkampioenschap op de weg zijn behaald door Nicole Van den Broeck (vijfmaal), gevolgd door Jolien D'hoore en Lotte Kopecky (beide viermaal). De huidige Belgisch kampioene bij de elite is Justine Ghekiere.

## Erelijst

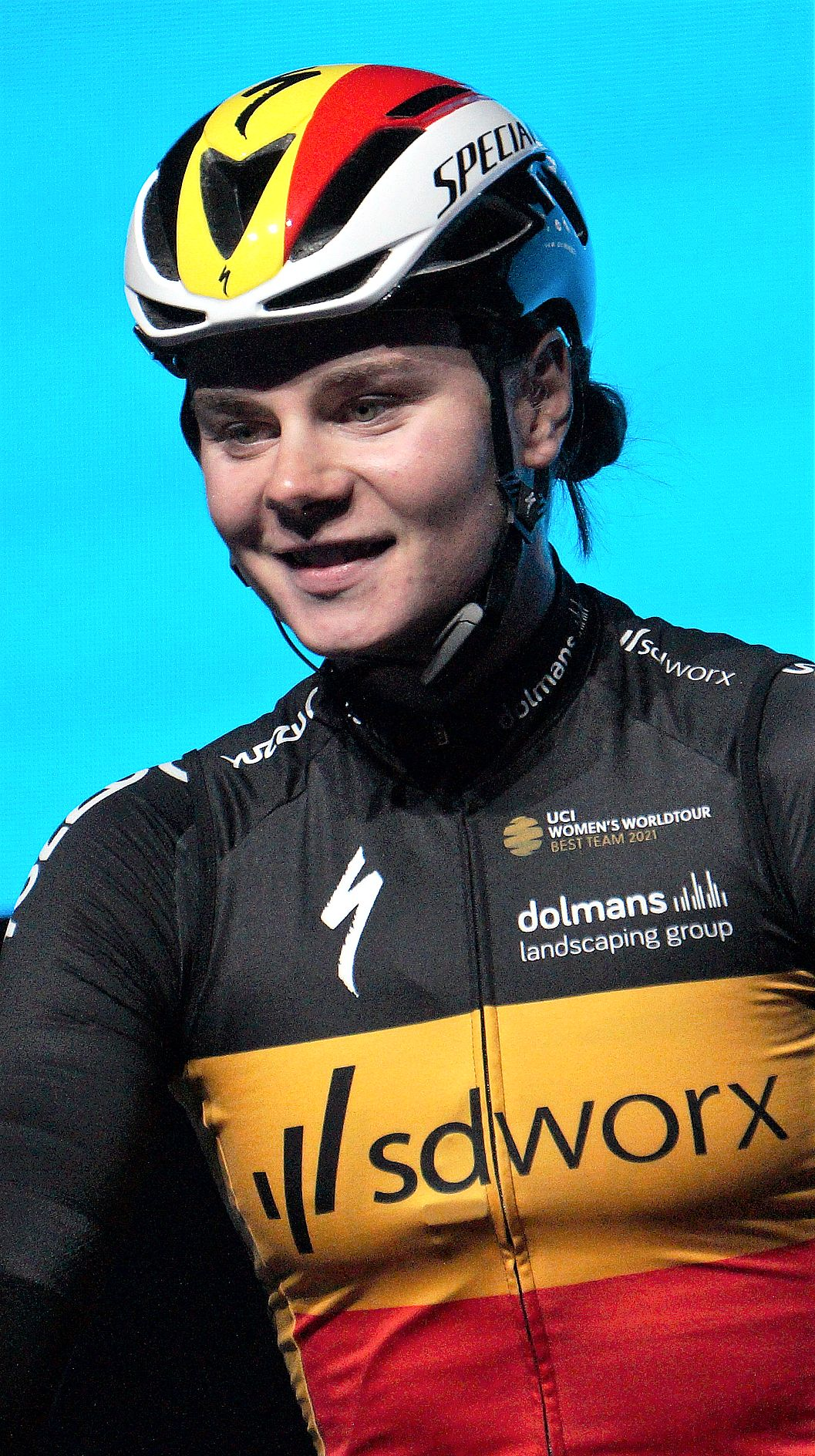
Lotte Kopecky won vier keer.

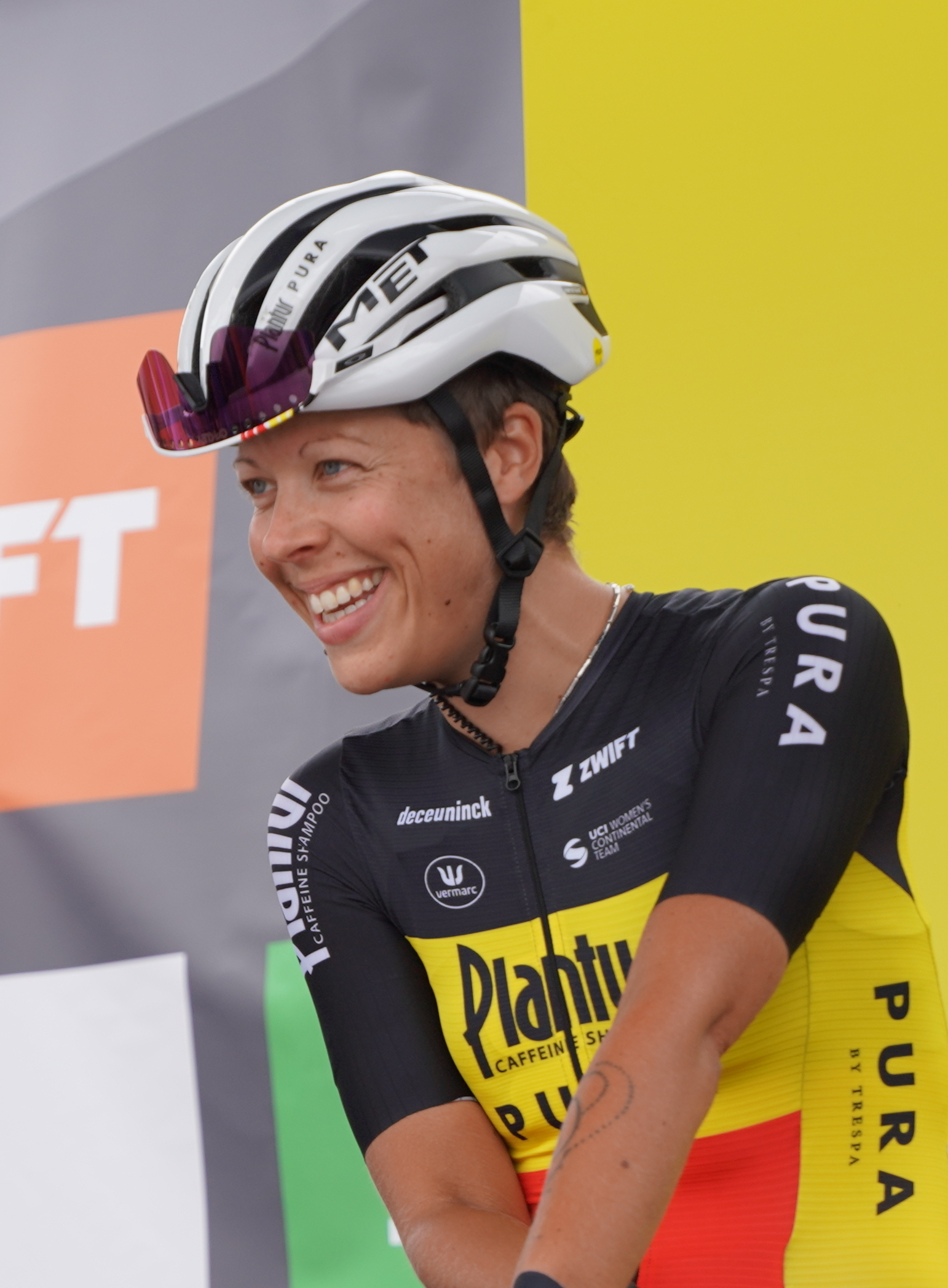
Kim de Baat won in 2022.

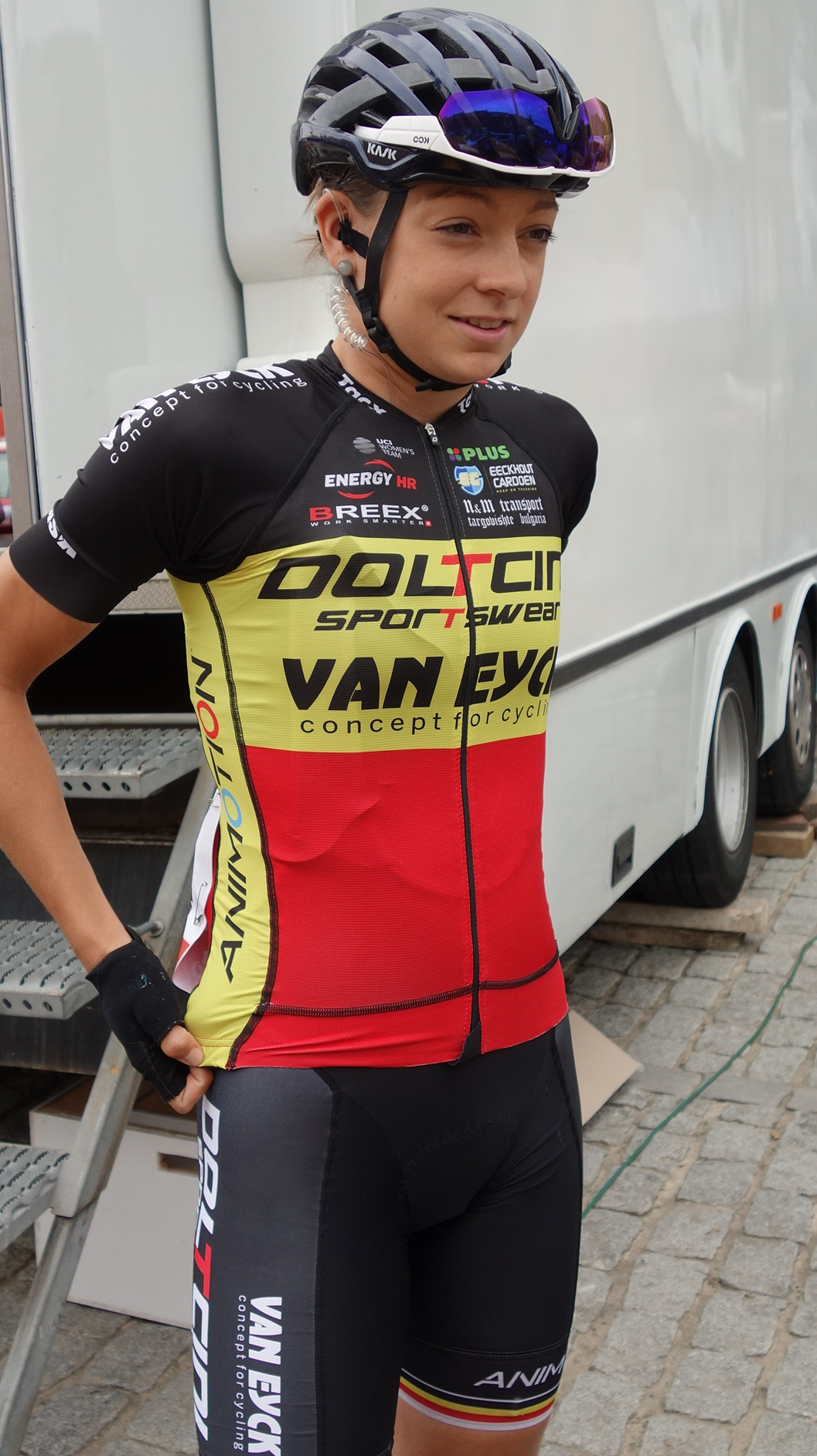
Kampioene 2019 Jesse Vandenbulcke.

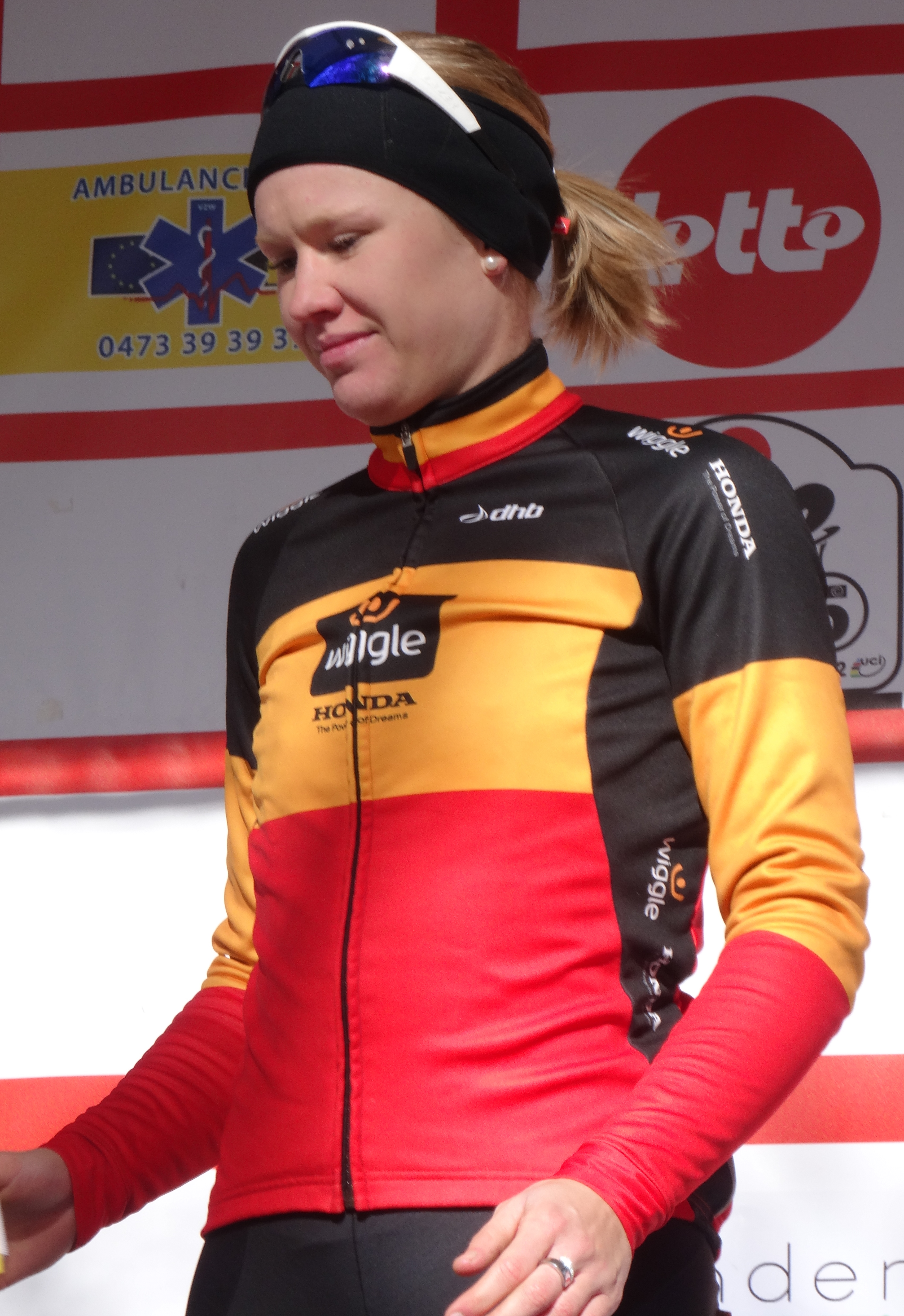
Jolien D'hoore won vier keer.

| Jaar | Plaats                | Winnares              | 2de                    | 3de                    |
| 2025 | Binche                | Justine Ghekiere      | Fien Van Eynde         | Fleur Moors            |
| 2024 | Zottegem              | Lotte Kopecky         | Sanne Cant             | Justine Ghekiere       |
| 2023 | Izegem                | Lotte Kopecky         | Marthe Goossens        | Kelly Druyts           |
| 2022 | Middelkerke           | Kim de Baat           | Fien Van Eynde         | Sara Maes              |
| 2021 | Waregem               | Lotte Kopecky         | Julie Van de Velde     | Alana Castrique        |
| 2020 | Anzegem               | Lotte Kopecky         | Jolien D'hoore         | Shari Bossuyt          |
| 2019 | Gent                  | Jesse Vandenbulcke    | Ann-Sophie Duyck       | Julie Van de Velde     |
| 2018 | Binche                | Annelies Dom          | Valerie Demey          | Sanne Cant             |
| 2017 | Antwerpen             | Jolien D'hoore        | Lotte Kopecky          | Kelly Druyts           |
| 2016 | Lacs de l'Eau d'Heure | Kaat Hannes           | Lotte Kopecky          | Jolien D'hoore         |
| 2015 | Tervuren              | Jolien D'hoore        | Lotte Kopecky          | Sofie De Vuyst         |
| 2014 | Wielsbeke             | Jolien D'hoore        | Lotte Kopecky          | Sofie De Vuyst         |
| 2013 | La Roche-en-Ardenne   | Liesbet De Vocht      | Maaike Polspoel        | Sofie De Vuyst         |
| 2012 | Geel                  | Jolien D'hoore        | Ludivine Henrion       | Jessie Daams           |
| 2011 | Hooglede-Gits         | Evelyn Arys           | Sofie De Vuyst         | Lensy Debboudt         |
| 2010 | Geel                  | Liesbet De Vocht      | Kelly Druyts           | Evelyn Arys            |
| 2009 | Hooglede-Gits         | Ludivine Henrion      | Latoya Brulee          | Kelly Druyts           |
| 2008 | Temse                 | Ilse Geldhof          | Nana Steenssens        | Anne Arnouts           |
| 2007 | Zemst                 | Ludivine Henrion      | Ine Wannijn            | Liesbet De Vocht       |
| 2006 | Liedekerke            | Veronique Belleter    | Karen Steurs           | Ine Wannijn            |
| 2005 | Willebroek            | Corine Hierckens      | Sara Peeters           | Natasha Nobels         |
| 2004 | Arendonk              | Natacha Maes          | Ine Wannijn            | Sara Peeters           |
| 2003 | Hoogstraten           | Anja Nobus            | Ilse Geldhof           | Veerle Ingels          |
| 2002 | Geel                  | Ine Wannijn           | Corine Hierckens       | Veronique Belleter     |
| 2001 | Baasrode              | Evy Van Damme         | Ine Wannijn            | Godelieve Jansens      |
| 2000 | Frasnes-lez-Anvaing   | Evy Van Damme         | Lensy Debboudt         | Sonja Vermeylen        |
| 1999 | Halen                 | Cindy Pieters         | Vanja Vonckx           | Els Decottenier        |
| 1998 | Halle                 | Heidi Van De Vijver   | Sonja Vermeylen        | Anja Lenaers           |
| 1997 | Willebroek            | Sonja Vermeylen       | Els Decottenier        | Anja Lenaers           |
| 1996 | Kelmis                | Sonja Vermeylen       | Linda Troyekens        | Patsy Maegerman        |
| 1995 | Gits                  | Els Decottenier       | Sonja Vermeylen        | Vanja Vonckx           |
| 1994 | Binche                | Heidi Van De Vijver   | Patsy Maegerman        | Anja Lenaers           |
| 1993 | Halen                 | Kristel Werckx        | Monica Van Nassauw     | Vanja Vonckx           |
| 1992 | Buggenhout            | Godelieve Jansens     | Sabine Snijers         | Veronique Schurman     |
| 1991 | Halanzy               | Kristel Werckx        | Heidi Van De Vijver    | Monica Van Nassauw     |
| 1990 | Opwijk                | Veronique De Roose    | Godelieve Jansens      | Kristel Werckx         |
| 1989 | Herenthout            | Sylvie Slos           | Sabine Snijers         | Els Mertens            |
| 1988 | Grand-Rechain         | Agnes Dusart          | Kristel Werckx         | Sylvie Slos            |
| 1987 | Meeffe                | Agnes Dusart          | Sonja Vermeylen        | Els Mertens            |
| 1986 | Hennuyères            | Agnes Dusart          | Josiane Vanhuysse      | Nadine Fiers           |
| 1985 | Lummen                | Josiane Vanhuysse     | Nadine Fiers           | Marleen Clemminck      |
| 1984 | Sinaai                | Nele D'Haene          | Jenny De Smet          | Gerda Sierens          |
| 1983 | Aye                   | Ingrid Mekers         | Gerda Sierens          | An Callebout           |
| 1982 | Lembeek               | Jenny De Smet         | Gerda Sierens          | An Callebout           |
| 1981 | Mettet                | Gerda Sierens         | Marina Mampay          | Maria Herrijgers       |
| 1980 | Nijlen                | Nele D'Haene          | Chantal Van Havere     | Maria Kennes           |
| 1979 | Nandrin               | Maria Herrijgers      | Sonja Pleysier         | Marie-Helene Schiffers |
| 1978 | Harelbeke             | Maria Herrijgers      | Christiane Goeminne    | Frieda Maes            |
| 1977 | Momignies             | Nicole Van den Broeck | Mariette Laenen        | Yvonne Reynders        |
| 1976 | Hasselt               | Yvonne Reynders       | Christiane Goeminne    | Nicole Van den Broeck  |
| 1975 | Aspelare              | Mariette Laenen       | Christiane Goeminne    | Johanna Bosmans        |
| 1974 | Aye                   | Nicole Van den Broeck | Mariette Laenen        | Arlette Fontaine       |
| 1973 | Lembeek               | Nicole Van den Broeck | Christiane Goeminne    |                        |
| 1972 | Jambes                | Mariette Laenen       | Nicole Van den Broeck  | Francine Verlot        |
| 1971 | Duffel                | Mariette Laenen       | Christiane Geerts      | Francine Verlot        |
| 1970 | Nandrin               | Nicole Van den Broeck | Christiane Geerts      | Francine Verlot        |
| 1969 | Emptinne              | Nicole Van den Broeck | Suzanne Sohie          | Christiane Goeminne    |
| 1968 | Eeklo                 | Marguerita Dams       | Nicole Van den Broeck  | Francine Verlot        |
| 1967 | Retie                 | Christiane Geerts     | Louisa Smits           | Francine Verlot        |
| 1966 | Barvaux               | Marie-Rose Gaillard   | Simonne Elegeest       | Suzanne Sohie          |
| 1965 | Frasnes-lez-Buissenal | Louisa Smits          | Marie-Therese Naessens | Francine Verlot        |
| 1964 | Relst                 | Denise Bral           | Rosa Sels              | Marie-Thérèse Naessens |
| 1963 | Sint-Eloois-Vijve     | Yvonne Reynders       | Louisa Smits           | Simonne Elegeest       |
| 1962 | Thimister             | Yvonne Reynders       | Simonne Elegeest       | Liliane Cleiren        |
| 1961 | Zingem                | Annie Vermeiren       | Yvonne Reynders        | Rosa Sels              |
| 1960 | Ciney                 | Rosa Sels             | Yvonne Reynders        | Nadia Germonpre        |
| 1959 | Antwerpen             | Victoire Van Nuffel   | Rosa Sels              | Liliane Cleiren        |

## Meervoudige winnaressen
Rensters in het cursief gedrukt zijn rensters die nu nog actief zijn.
| Overwinningen | Renster               | Jaren                            |
| ------------- | --------------------- | -------------------------------- |
| 5             | Nicole Van den Broeck | 1969 + 1970 + 1973 + 1974 + 1977 |
| 4             | Jolien D'hoore        | 2012 + 2014 + 2015 + 2017        |
| 4             | Lotte Kopecky         | 2020 + 2021 + 2023 + 2024        |
| 3             | Yvonne Reynders       | 1962 + 1963 + 1976               |
| 3             | Mariette Laenen       | 1971 + 1972 + 1975               |
| 3             | Agnes Dusart          | 1986 + 1987 + 1988               |
| 2             | Maria Herrijgers      | 1978 + 1979                      |
| 2             | Nele D'Haene          | 1980 + 1984                      |
| 2             | Kristel Werckx        | 1991 + 1993                      |
| 2             | Heidi Van De Vijver   | 1994 + 1998                      |
| 2             | Sonja Vermeylen       | 1996 + 1997                      |
| 2             | Evy Van Damme         | 2000 + 2001                      |
| 2             | Ludivine Henrion      | 2007 + 2009                      |
| 2             | Liesbet De Vocht      | 2010 + 2013                      |